# Cedusa caribbensis
Cedusa caribbensis är en insektsart som beskrevs av Caldwell 1950. Cedusa caribbensis ingår i släktet Cedusa och familjen Derbidae. Inga underarter finns listade i Catalogue of Life.